# سالم عبدالله
سالم عبدالله (عربی: سالم عبدالله عمر سالم باعبد الله؛ زادهٔ ۵ ژوئیهٔ ۱۹۸۶) یک بازیکن فوتبال اهل امارات متحده عربی است.
از باشگاه‌هایی که در آن بازی کرده‌است می‌توان به الوصل، العین، و تیم ملی فوتبال امارات متحده عربی اشاره کرد.
وی همچنین در تیم ملی فوتبال امارات متحده عربی بازی کرده است.